# The Point (Gambia)
The Point (zu Deutsch Der Punkt oder Die Einzelheit) ist eine gambische Tageszeitung. Zunächst wurden drei Ausgaben in der Woche herausgegeben, seit Anfang 2006 wird eine tägliche Ausgabe gedruckt. Die Auflage wird mit 3000 Exemplaren angegeben. Das Büro des Verlages liegt in Bakau-Fajara.

## Geschichte
Der erste unabhängige Zeitungsverlag wurde am 16. Dezember 1991 von Baboucarr Gaye, Pap Saine und Deyda Hydara gegründet. Die Presse in Gambia wird aber von der Regierung von Staatspräsident Yahya Jammeh gegängelt, davon blieb auch The Point nicht verschont.
Am 16. Dezember 2004, nach der Jahresfeier zum dreizehnjährigen Bestehen, kam Mitbegründer und Chefredakteur Hydara durch ein Attentat ums Leben. Der Mord ist bis heute nicht aufgeklärt. Vermutet wird aber, dass der oder die Täter aus dem Umfeld der Regierung kommen.
Zwei Jahre nach diesem Attentat wurde der Zeitung der Johann-Philipp-Palm-Preis für Meinungs- und Pressefreiheit verliehen. Hydaras Nachfolger, Chefredakteur Pap Saine, nahm diesen Preis am 3. Dezember 2006 in Deutschland entgegen.
Um 2011 ist Pap Saine der Geschäftsführer (Managing Director), Philip Kotey der Geschäftsführer (General Manager) und Baboucar Senghor der Chefredakteur (Editor in Chief). Der Verwaltungsrat besteht aus: Pap saine, Maria Hydara, Philip Kotey. Zu dieser Zeit gab es 38 Festangestellte und elf Freiberufler.